# Mimegralla gutticollis
Mimegralla gutticollis är en tvåvingeart som först beskrevs av Francis Walker 1862.
Mimegralla gutticollis ingår i släktet Mimegralla och familjen skridflugor. Artens utbredningsområde är Moluckerna. Inga underarter finns listade i Catalogue of Life.